# Isla de Belitung
Belitung (en indonesio, Pulau Belitung y en inglés, Billiton) es una isla de Indonesia localizada en la costa oriental de Sumatra, en el mar de Java. La isla es famosa por sus pimientos y por su estaño. Fue posesión de los británicos desde 1812 hasta que cedió el control británico a los neerlandeses por el tratado anglo-neerlandés de 1824. Su principal ciudad es Tanjung Pandan. 

## Geografía
Belitung está situada en el estrecho de Karimata, en el límite entre el mar de Java, al sur, y el mar de China Meridional, al norte. A su vez, el estrecho de Gaspar, al oeste, la separa de la vecina isla de Bangka.
Administrativamente, Belitung se divide en dos kabupaten (regencias) en la provincia de Bangka-Belitung: 
- Belitung propiamente dicho, con su capital en Tanjung Pandan, que es también la principal ciudad de la isla;
- Belitung Oriental, con su capital en Manggar.

Se trata de una isla de tamaño medio, de 4.478 km² (125ª isla del mundo por superficie), con un relieve moderadamente abrupto, con varias montañas. La más alta es el monte Tajam, con una altura de sólo 500 m. Belitung es popular por sus abstractas rocas de granito y sus brillantes playas de arena blanca en Tanjung Tinggi, Tanjung Kelayang, Tanjung Binga y la isla de Lengkuas. Su mar azul turquesa es moderadamente tranquilo y poco profundo, adecuado para navegar a vela, el buceo y la natación.

## Demografía
La población, de aproximadamente 200.000 habitantes, se concentra en pequeñas localidades, siendo las mayores Tanjung Pandan, en el oeste, y Mangar, en el este. La etnia malaya es la principal de Belitung, aunque hay representación importante de bugis, sundanés y etnia china, que anteriormente trabajaron para los neerlandeses en la minería del estaño. También hay grandes poblaciones de balineses y maduraneses, que se asentaron allí en la transmigración en la era de Suharto. 

## Economía
Belitung es fuente de estaño, arcilla, caolín, mineral de hierro y arenas de sílice. La empresa minera australiana, BHP Billiton, deriva su nombre de esta isla. También es un productor de pimienta, coco, aceite de palma y productos de la pesca. Sus habitantes trabajan como agricultores, pescadores y mineros. La isla es de fácil acceso, con 4 vuelos diarios de 50 minutos desde Yakarta. Debido a las fantásticas playas de arena blanca, el turismo está comenzando a convertirse en una parte importante de la economía local.

## Historia

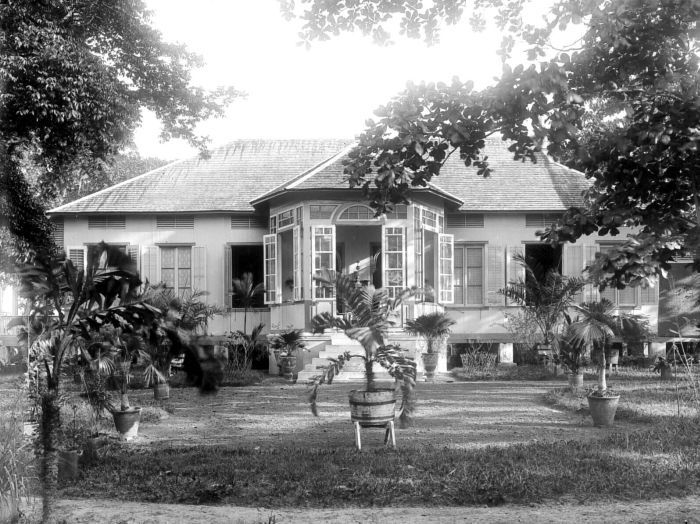
Residencia del administrador de la Billiton Maatschappij en Manggar.

Cakraningrat III o K. A. Gending (1696-1700) dividió el principado en 4 ngabehi: Badau, Sijuk, Belantu y Buding. 
Cakraninggrat VI (1755-1785), hermano menor de Abudin, solicitó la ayuda del sultán de Palembang. 
La isla fue cedida a los británicos en 1812 por el sultán de Palembang. Estos, a su vez, la cedieron a los neerlandeses en el marco del tratado anglo-neerlandés de 1824 suscrito en Londres. La isla en esa época, tenía grandes reservas de estaño, cuya extracción se inició en 1851 cuando Cakraningrat VIII firmó un convenio con los neerlandeses. Para las actividades mineras se estableció en 1869 en La Haya, la empresa Billiton, la actual BHP Billiton. Para el trabajo en las minas se utilizaron mineros chinos, cuyos descendientes constituyen la segunda comunidad en la isla después de la comunidad malaya. 
Con la independencia de Indonesia, las actividades mineras de los neerlandeses pasaron a Timah, una empresa estatal indonesa.

## Príncipes de Belitung
Llevaban el título de Depati (del javanés, adipati, gobernador): 
- Cakraningrat I o K.A. Gegedeh Yakub (1618-1661) fundó el principado;
- Cakraningrat II o K.A. Abdullah atau Ki Mending (1661-1696);
- Cakraningrat III o K. A. Gending (1696-1700);
- Cakraninggrat IV o K. A. Bustam, hermano menor de Gending;
- Cakraninggrat V o K. A. Abudin (1740-1755), hijo de Bustam;
- Cakraninggrat VI o K. A. Usman (1755-1785), jhermano menor de Abudin;
- Cakraningrat VII o K. A. Muhammad Hatam (1785-1815), hijo de Usman;
- Cakraningrat VIII o K. A. Rahad